# 附著語素
附著語素或附著詞素（英語：clitic）是词法学概念，指在句法上作用有如自由詞素而在語音學上卻表現出规范语素特性的语素，其發音必须依附于前面或后面的被附着词。常见的附着语素有後附語素和前附語素，部分語言中还存在中间附著语素。
附着语素常见于代词、限定词和介词，而且可以出现在任何语法范畴当中。正写法有时可以作为判断附着语素的参考，但附着语素并不总写成词缀形态，有些附着语素会用连字号或撇号分隔，甚至分开写成两个词语。

## 分類

### 後附語素
後附語素（Enclitic），也称後接語素、前属语素，置于被附着词（host）之后。印欧语系的例子如：
- 拉丁语的 -que“與”、-ve“或則”、-ne（一般疑问词）等。如 -que：

- 古希腊语的 -τε (-te)“與”、-δε (-de)“但是”、-γαρ (-gar)“為了”、-ουν (-oun)“因此”等。如 -τε：

- 荷兰语：'t（中性及第三人称代词的定冠词）、'k（第一人称代词的定冠词）、-je（第二人称代词的定冠词）、-ie（第三人称代词的定冠词）等。

- 俄語：-ли（一般疑问句）、-же（强调语气助词）、-не（否定词）、-бы（虚拟语气助词）等。

- 英语：助动词的省略形式、属格 's 等皆为后附语素，如 I'm、you're、I'd、she's等。否定词的省略形式（如 couldn't）则有争议，它被认为是一个后缀（规范词素）而非附着词素。[2]

印歐語系當中，有些附着语素可以被追溯到原始印歐語上，比如：-kwe 為拉丁語 -que、希臘語 τε(te)，及梵语 -च (-ca) 的原始形式。非印欧语系者如：
- 日語：大部分日语介词和系词都属于附着语素，如属格介词“の”（no），或者话题标记“は”（wa）等。例如：

- 朝鮮語：系動詞“이다”（ida）、形容詞“하다”（hada）以及一些名詞及動詞性的助词“는”（neun）。[3]然而，其它的一些分析指出名詞性助词並沒有附着词素的性质，其作用更近乎短语词缀。[4]

### 前附語素
前附語素（Proclitic），也称前接語素、连音语素，置于被附着词之前。
- 英語元音前的冠词都属于前附語素。如：

- 法语：

### 中附語素
中附語素（Mesoclitic）出現在被附着词语干與其它的詞綴之間。如葡萄牙语：

### 内附语素
内附语素（Endoclitic），即將词根中斷為兩部份並將内接语素置於其間。内附语素由于直接挑战了词汇完整性假设，故長久以來一直认为这种附着语素不太可能会存在，不過后来在东北高加索语系的乌第语找到存在的证据。內接詞也出現在普什图语。

## 语法化
附着语素可以视为词的语法化过程的过渡形态，即：
詞彙項目 → 附著語素〈前附语素、後附語素、中间语素、内附语素〉 → 詞綴

## 外部連結
- SIL Glossary of Linguistic Terms: What is a clitic? （页面存档备份，存于）